# Sousa (Felgueiras)
Sousa is een plaats (freguesia) in de Portugese gemeente Felgueiras en telt 1080 inwoners (2001).